# Епископ браничевски Венијамин
Епископ Венијамин (световно Владимир Таушановић; Пирот, 23. јануар 1884 — Београд, 28. мај 1952) је био епископ Српске православне цркве.

## Биографија
Рођен је од оца Војина Ћирковића и мајке Анастасије. Рано је остао без мајке па је старање о њему преузео ујак Коста Таушановић чије је презиме и преузео. Основну школу и шесторазредну гимназију завршио је у Београду, духовну семинарију у Кишињеву, православни богословски факултет у Атини, где је 1912. докторирао одбранивши рад "Апостол Павле у Атини".
Замонашен је 11. маја 1913. године у манастиру Раковици од архимандрита Рувима, а привели су га епископ нишки Доситеј и јеромонах Николај (Велимировић). Рукоположен је у чин ђакона 14. маја 1913. у београдској Саборној цркви од епископа нишког Доситеја, а у чин презвитера у истој цркви 21. маја исте године од митрополита Србије Димитрија. Синђелством и протосинђелством одликован је од епископа велешко-дебарског Варнаве 1919, а архимандритском чином 15. децембра 1920. од епископа рашко-призренског Михаила (Шиљка).
До избора за епископа био је болничар у болницама Кола српских сестара у Београду и Љешу, суплент богословије у Београду, гимназије у Ђевђелији, српске гимназије на Крфу и Велесу. После положеног професорског испита службовао је у Ђевђелији и Охриду, где га је 6. децембра 1925. затекао и избор за епископа новоосноване Епархије бихаћке (данас Епархија бихаћко-петровачка).
Хиротонисао га је за епископа у београдској Саборној цркви 23. маја 1926. патријарх Димитрије, митрополит бањалучки Василије и епископ рашко-призренски Михаило.
У новембру 1929. година је премештен за епископа злетовско-струмичког.
У 1934. је премештен за епископа браничевског.
Епископ Венијамин је припадао оном броју архијереја који су свесрдно помагали богомољачки покрет. Његовим заузимањем основан је епархијски савез хришћанских заједница и покренут лист за богомољце "Светосавски пут".
За 1940. и 1941. годину издао је популарни календар Браничево у тиражу од 30.000 примерака.
У циљу бољег функционисања епархијских служби, пред почетак Другог светског рата подигнута је, заузимањем епископа Венијамина, велелепно здање Епархијског двора у Пожаревцу, у коме је планирао и отварање једног одељења богословије. У новоподигнути епископски двор уселили су се окупатори.
У току Другог светског рата епископ Венијамин је примио 40 избеглих свештеника, а у манастирима Раваници и Св. Петки отворио домове за избегличку децу.
За његово време подигнуто је 19 нових цркава и започето 13, а такође је подигнуто и 37 нових парохијских домова.
Епископ Венијамин умро је 28. маја 1952. у Београду, а сахрањен је у пожаревачкој Саборној цркви.
Током 2014. године изашла је књига „Да нам буде милостив Господ: из заоставштине владике Венијамина“  211639564.